# Junior Etou
Luc Tselan Tsiene "Junior" Etou, (Pointe-Noire; 4 de junio de 1992) es un jugador de baloncesto congoleño que pertenece a la plantilla del Hapoel Haifa B.C. de la Ligat Winner. Con 2.03 metros de estatura, juega en la posición de ala-pívot. Forma parte de la Selección de baloncesto de República del Congo. Es primo del también jugador de baloncesto Serge Ibaka.

## Trayectoria
Es un jugador con formación universitaria americana en el que estuvo desde 2013 a 2015 en Rutgers Scarlet Knights tras hacer un destacado año de instituto en Bishop O'Connel (Arlington, Virginia). Más tarde, desde 2016 a 2018 jugó en NCAA con Tulsa Golden Hurricane en la que fue máximo anotador y rebotador en sus últimos dos años. Tras no ser drafteado en 2018, debutaría como profesional en las filas del Sakarya Büyükşehir Belediyesi Spor Kulübü de la BSL en la que promediaría 11.5 puntos y 7.7 rebotes por encuentro.
El 5 de abril de 2019, se hace oficial su fichaje por el Club Baloncesto Estudiantes de la Liga ACB En la temporada 2018/19, alterna el equipo de la Liga EBA con el , teniendo algunos minutos en el primer equipo del .
El 2 de agosto de 2021, firma con el Hapoel Be'er Sheva B.C. de la Ligat Winner.
El 28 de julio de 2022 fichó por el New Basket Brindisi de la Lega Basket Serie A.
En la temporada 2023-24 ficha por el Hapoel Haifa de la Ligat ha'Al de Israel.

## Internacional
Es internacional con la Selección de baloncesto de República del Congo desde 2009.